# 西飯徳康
西飯 徳康（にしい とくやす、1944年11月19日 - 2021年2月8日）は、三重県出身の卓球選手。松阪市立殿町中学校、高田高等高校、名古屋商科大学から東京青果、日本卓球、アームストロングを経て1974年に故郷の三重県に帰り卓球専門店西飯スポーツを創業。世界卓球選手権出場、全日本卓球選手権大会に連続してランクインするなど、数々の国際大会、全国大会で活躍した。妻は元世界選手権ダブルス3位の西飯幸子、長女は元世界選手権代表、全日本選手権ダブルス三連覇の小林美幸、次女は元世界選手権代表、全日本選手権ダブルス三連覇の真田由香といずれも日本を代表する卓球選手という卓球一家である。日本卓球協会5段。

## 経歴
三重県・伊勢志摩の浜島（現志摩市）出身。9人兄弟の末っ子として生まれ、中学時代に松阪市にて卓球を始める。中学、高校時代には、さしたる実績はなかったが、大学3年生に進級した時期から活躍しはじめ、4年生の時に全日本学生選手権で9位となる。大学時代に2学年下で後の世界チャンピオン、当時愛知工業大学1年生だった長谷川信彦との猛練習で身につけた実力が後々の活躍につながったとされる。
昭和42年(1967年)に実業団・東京青果に入社し、その年の全日本社会人卓球選手権で準優勝、全日本卓球選手権で第3位に入賞した活躍を認められ、昭和43年(1968年)には日本代表として日･ソ対抗国際トーナメントに出場し優勝した。その後も昭和45年(1970年)にアジア卓球選手権の代表などを経て、昭和46年(1971年)の第31回世界卓球選手権の代表となり、ダブルス5位、シングルスベスト16に入った。福野美恵子と出場した混合ダブルス準々決勝で河野満 / 小和田敏子組 (日本) を3-1で下すも準決勝は張燮林 / 林慧卿組 (中国) に1-3で屈し銅メダル。
昭和49年(1974年)に、翌年に故郷である三重県で開催される第30回三重国体に出場するため、四日市市に卓球専門店･西飯スポーツを創業する（のちに鈴鹿市白子に移転）。その後は選手として活躍する傍ら後進の指導にもあたり数多くの選手を育成する。自身も現役として全日本選手権で連続してランクインするなど日本を代表する選手として活躍。全国大会個人戦の優勝には縁がなかったが、1989年平成元年度全日本軟式卓球選手権大会でシングルスと妻の幸子と組んだ混合ダブルスで悲願の日本一となる。
一線を退いた後は指導者として活躍。平成4年(1992年)に愛知工業大学の卓球部総監督に就任。世界選手権、シドニーオリンピック強化コーチなどを歴任し、平成21年(2009年)に愛知工業大学を退職する。平成22年(2010年)5月に母校である名古屋商科大学の監督に就任、四部の最下位校だった同校を3年で一部リーグに昇格させた。
2021年2月8日、76歳で死去。